# Pennisetum yemense
Pennisetum yemense är en gräsart som beskrevs av Albert Deflers. Pennisetum yemense ingår i släktet borstgräs, och familjen gräs. Inga underarter finns listade i Catalogue of Life.